# Dasypsyllus aemulus
Dasypsyllus aemulus är en loppart som beskrevs av Jordan 1933. Dasypsyllus aemulus ingår i släktet Dasypsyllus och familjen fågelloppor. Inga underarter finns listade i Catalogue of Life.